# Reformierte Oberstufe
Die reformierte Oberstufe war seit 1972 ein (inzwischen veralteter) Begriff für das Unterrichtssystem der letzten beiden Schuljahre (Qualifikationsstufe) in der gymnasialen Oberstufe, also der 11./12. bzw. 12./13. Jahrgangsstufe an deutschen Gymnasien, Fachgymnasien oder Oberstufen von Gesamtschulen. In der reformierten Oberstufe wurden die Klassenverbände mit einem für alle gleichen Stundenplan aufgelöst; stattdessen wählen die Schüler eine individuelle Kombination aus Kursen in verschiedenen Fächern (Kurssystem). In der Jahrgangsstufe zuvor wurden bereits Teile umgesetzt, um in das System einzuführen (mit der Einführungsphase insgesamt dreijährige Dauer). Die reformierte Oberstufe wurde seit der Einführung 1972 ständig weiter reformiert und in den Ländern weiter differenziert.

## Zielsetzung
Seit Einführung der verbindlichen Abiturprüfung im frühen 19. Jh. gab es keine kontinuierliche gymnasiale Oberstufe, was die Fächer und Prüfungsmodalitäten betrifft, vielmehr ständig Reformanstrengungen und Anpassungen an geänderte gesellschaftliche Bedingungen. In den 1960er Jahren wurde einerseits eine Expansion der Abschlusszahlen gefordert (Georg Picht), um die Begabungsreserven der Gesellschaft auszuschöpfen und dem Arbeitsmarkt mehr hochqualifizierte Schulabsolventen zuführen zu können, andererseits sollte das Prüfungsniveau nicht sinken, um in der internationalen Konkurrenz der Industrienationen (Sputnikschock) den Anschluss nicht zu verlieren. Die Lösung sollte in einer Individualisierung der Schullaufbahn nach persönlichen Begabungsschwerpunkten bestehen. Für einen Studienerfolg musste demnach nicht zwingend Mathematik oder Latein belegt werden, anspruchsvolle Leistungen und Prüfungen waren in allen Fächern mit hochschulmäßigen Bezugsdisziplinen durchführbar. Daraus folgte der Grundsatz der „Gleichwertigkeit aller Schulfächer“ im Abitur, eine Absage an die traditionellen Hauptfächer. Stattdessen sollte eine Öffnung der Oberstufe in freie Strukturen mit Möglichkeiten der Anwahl erfolgen.
Die Ausgestaltung der gymnasialen Oberstufe als Kurssystem sowie des Abiturs als ausbildungsbegleitende, kumulative (die Kursleistungen bereits einbeziehende) Prüfung gehen in der Bundesrepublik Deutschland zurück auf eine Vereinbarung der Kultusministerkonferenz vom 7. Juli 1972, die die Saarbrücker Rahmenvereinbarung von 1960 ablöste. Das bedeutete, dass die notwendigen Leistungen zum Bestehen nicht erst in der Prüfung selbst, sondern bereits durch Leistungen in der ganzen Qualifikationsstufe erbracht werden (ungefähr im Verhältnis zwei Drittel vor der Prüfung zu einem Drittel in der Prüfung). Gleichzeitig wurde das Punktsystem eingeführt, das statt Noten zwischen 15 und 0 Punkten vorsieht und diese zu einer Gesamtpunktzahl des Abiturs addiert. Dahinter stand der Wunsch nach einer juristisch weniger anfechtbaren Durchschnittsnote im Abitur, die wegen des Numerus clausus für begehrte Studienfächer notwendig schien.
Seit 1972 ist die Oberstufe mehrmals modifiziert worden („Reform der Reform“), wobei die Tendenz dahin ging, die zunächst sehr großen Wahlmöglichkeiten wieder einzuschränken; insbesondere ist es inzwischen nicht möglich, Deutsch oder Mathematik vor dem letzten Schuljahr abzuwählen.

## Übergang zur Hochschule
Das Kurssystem der reformierten Oberstufe sollte in mancher Hinsicht zum Hochschulstudium überleiten. Die reformierte Oberstufe und die Abiturprüfung, die zum Hochschulstudium befähigen, sollten die Schüler schon zuvor mit der freieren, selbständigen Lernstruktur der Universität vertraut machen. Das war zugleich eine Absage an den traditionellen Klassenverband, der für manche eine zu feste eingefahrene Rollenverteilung bedeutete.
Weitere Ähnlichkeiten zwischen Oberstufe  und Universität sind bis heute:
KurswahlsystemIn vielen Fächern hat man wechselnde Mitschüler. Als Hauptfächer muss man zwei Leistungskurse (drei in einigen Ländern) belegen, die eine höhere Wochenstundenzahl haben. Daneben werden Grundkurse angeboten, die einen unterschiedlichen Stellenwert haben: bloße Belegung, pflichtmäßige Einbringung in die Punktewertung oder Wahl als Abiturfach (schriftlich/mündlich) gewichtet werden können (siehe Grund- und Leistungskurse). Wahlmöglichkeiten bestehen insbesondere unter den Naturwissenschaften und Fremdsprachen sowie den Gesellschaftswissenschaften, unter denen Geschichte durch Pflichtbelegung herausgehoben wird.
Facharbeit/ReferatEine wissenschaftlichen Ansprüchen angenäherte Facharbeit (Belegung, Literaturarbeit) in einem der Leistungs- oder Grundkurse, die selbständiges Arbeiten erfordert und einer Hausarbeit an der Universität ähnelt. Sie wird nicht in allen Bundesländern verlangt. Dagegen ist das selbständige Recherchieren und Halten von Referaten überall üblich.

## Aufbau der Oberstufe
Die Vorschriften zur Abiturprüfung (meist APV abgekürzt) umfassen ein feinverästeltes und hochgradig verknüpftes Netz von Bestimmungen, welche die Belegung von Kursen und die Anrechnung von Leistungen regeln.

### Dreijährige Dauer
Die gymnasiale Oberstufe umfasst laut Vereinbarung der deutschen Kultusministerkonferenz eine einjährige Einführungs- und eine zweijährige Qualifizierungsphase. In Bundesländern, die das Abitur schon nach zwölfjähriger Schulzeit vorsehen (siehe Dauer der Schulzeit), fällt die Einführungsphase bereits in die Jahrgangsstufe 10, die eine doppelte Zuordnung hat, indem sie zur Erlangung des Abschlusses nach der Klasse 10 (Mittlerer Schulabschluss) notwendig und zugleich bereits Teil der gymnasialen Oberstufe ist. Die Einführungsphase kann im Klassenverband oder im Kurssystem stattfinden.

### Aufgabenfelder
Einige Beleg- und Einbringregeln nehmen Bezug auf die Unterteilung der Fächer in Aufgabenfelder. Es gibt:
- das sprachlich-literarisch-künstlerische Aufgabenfeld (I)
- das gesellschaftswissenschaftliche Aufgabenfeld (II)
- das mathematisch-naturwissenschaftlich-technische Aufgabenfeld (III)

Sport ist keinem Aufgabenfeld zugeordnet. Für Religion gelten landesspezifische Regelungen.
Daneben gibt es an vielen Schulen außerhalb dieses Rahmens weitere Wahlfächer wie z. B. Orchester oder Chor, die zwar eingebracht werden können, in denen jedoch keine Abiturprüfung abgelegt werden kann.
Bei der Wahl der vier oder fünf Abiturfächer (die zwei oder drei Leistungskurse sowie ein Grundkursfach schriftlich und ein oder zwei Grundkursfächer mündlich (Kolloquium)) müssen alle drei Felder abgedeckt werden.

### Grund- und Leistungskurse
Grundkurse und Leistungs- oder Erweiterungskurse gliedern das Lernangebot „dem Niveau nach“. Nominell haben einige Länder (Niedersachsen, Schleswig-Holstein und Hamburg) sie in gA-Kurse (grundlegendes Anforderungsniveau) und eA-Kurse (erhöhtes Anforderungsniveau) umbenannt, andere wiederum in Haupt- und Grundfächer.
Je nach Bundesland wählen die Schüler
- zwei oder drei Leistungskurs-Fächer, die je vier-, fünf- oder sechsstündig unterrichtet werden;
- mehrere Grundkurs-Fächer, die zwischen zwei und vier Stunden haben können.

Eines der Leistungskursfächer muss Deutsch, Mathematik, eine fortgeführte Fremdsprache oder eine Naturwissenschaft sein. Das zweite Fach kann dann aus dem Angebot der Schule frei gewählt werden. Einzelne Länder beschränken überdies die möglichen Leistungskurskombinationen.
Die Grundkurse sind mindestens zwei- oder dreistündig, in Deutsch, Fremdsprachen und Mathematik mindestens dreistündig.

### Belegung von Kursen und Ermittlung der Abiturnote
Die Schüler wählen nach länderspezifischen Vorgaben aus einer Tabelle ihre angestrebte „Karriere“ – die Leistungskurse, in einem engen Rahmen die sich daraus ableitenden Belegverpflichtungen für die weiteren Prüfungs- und sonstigen Fächer sowie in einem ebenso engen Rahmen sonstige Grundkurse, die sie belegen möchten. Änderungen im Laufe der Qualifikationsphase sind dabei u. U. möglich.
Die Leistungen aus der Qualifikationsstufe und aus der Abiturprüfung werden addiert, wobei es eine Gewichtung gibt: So zählen bsw. in Berlin Grundkurspunktzahlen einfach, Leistungskurspunktzahlen zweifach und Abiturprüfungspunktzahlen vierfach. Aus der sich ergebenden Gesamtpunktzahl wird nach einer vorgegebenen Tabelle eine Durchschnittsnote ermittelt; die beste Note ist 1,0 und die Mindestnote zum Bestehen ist 4,0.
Bei den Kurspunktzahlen über die vier Kurshalbjahre sind folgende Fälle bezüglich der obligatorischen bzw. potentiellen Zählbarkeit fürs Abitur (Einbringung) zu unterscheiden:
- Die Punktzahlen aus den 16 (4*4) oder 20 (4*5) Kursen in den Prüfungsfächern müssen eingebracht werden; beim 5. Prüfungsfach kann es in Bundesländern, in denen es existiert, eine abweichende Regelung geben.
- Weitere Grundkurse müssen (nach der o. g. Tabelle) belegt und eingebracht werden.
- Weitere Grundkurse müssen u. U., um auf eine Mindestzahl zu kommen, belegt und eingebracht werden.
- Zusätzliche Grundkurse können belegt werden, ohne eingebracht werden zu müssen oder zu können.
- Eine Belegpflicht ohne Einbringpflicht besteht nur selten, meist für das Fach Sport.
- Ein mit null Punkten bewerteter Kurs gilt u. U. als nicht belegt, was ein verwaltungstechnisches Problem sein kann.

Die Benotungen mit bis zu 15 Punkten statt herkömmlicher Noten finden halbjährlich zum Abschluss eines Kurses statt. Siehe zur Benotung Gymnasiale Oberstufe
Alle Punktzahlen aus den Prüfungen in vier oder fünf Fächern fließen in die Abiturwertung ein.

## Ausgleich zwischen Spezialisierung und Wahlmöglichkeit
Insgesamt ist in den meisten Bundesländern der Trend zu erkennen, die Spezialisierungs- und (Ab-)Wahlmöglichkeiten der Schüler wieder einzuschränken und den Fokus stärker auf eine breitere Allgemeinbildung durch höhere Gewichtung der sogenannten Kernfächer (Deutsch, Mathematik, Fremdsprache) zu setzen. Durch die Bündelung von Kurswahlmöglichkeiten zu Profilen werden teilweise die abgeschafften Klassenverbände in Teilen wieder eingeführt. Auf der anderen Seite haben Tests etwa für Mathematik ergeben, dass ohne anspruchsvolle Leistungskurse die Voraussetzungen für anschließende Ausbildungen an Hochschulen nicht bestehen, daher wurden Modelle mit mehr als drei Hauptfächern 2016 zurückgeführt. In Mecklenburg-Vorpommern wurden sie deshalb 2016 wieder eingeführt.

### Historisch
- Hans-Georg Herrlitz: Geschichte der gymnasialen Oberstufe. Theorie und Legitimation seit der Humboldt-Süvernschen Reform. In: Dieter Lenzen (Hrsg.): Enzyklopädie Erziehungswissenschaft, Bd. 9, Sekundarstufe II – Jugendbildung zwischen Schule und Beruf, Teil I, Klett-Cotta 1982, S. 89–107, ISBN 3-12-932290-6 (zur Vorgeschichte).
- Dietmar Heubrock: Die reformierte gymnasiale Oberstufe im Schülerurteil: Hintergründe, Analysen u. Folgerungen e. empirischen Erkundungsstudie. Königshausen und Neumann, Würzburg 1997, ISBN 3-88479-004-8.
- Josef Hitpass: Reformierte Oberstufe – besser als ihr Ruf? (Beiträge zur Pädagogik; Bd. 4), Richarz, Sankt Augustin 1985, ISBN 3-88345-653-5 (empirische Studie zur Studierfähigkeit).
- Kollegstufe am Gymnasium. Bayer. Staatsministerium für Unterricht u. Kultus, München 1972, (Schulreform in Bayern; Bd. 2).

## Einzelbelege
1. ↑  Hans Joachim Meyer: Studierfähigkeit und Hochschulzugang. In: H. J. Meyer, Detlef Müller-Böling (Hrsg.): Hochschulzugang in Deutschland: Status quo und Perspektiven. Gütersloh 1996, S. 15–28 (mueller-boeling.de [PDF]).
2. ↑  Peter Meyer-Dohm: Status quo und gesellschaftliche Bedeutung des Hochschulzugangs. In: Hans Joachim Meyer, Detlef Müller-Böling (Hrsg.): Hochschulzugang in Deutschland. Status quo und Perspektiven. 1996, ISBN 3-89204-218-7, S. 78 (mueller-boeling.de [PDF]).
3. ↑  Vereinbarung zur Gestaltung der gymnasialen Oberstufe und der Abiturprüfung. 2021, abgerufen am 26. Dezember 2022.
4. ↑  Oskar Anweiler et al.: Bildungspolitik in Deutschland 1945–1990: Ein historisch-vergleichender Quellenband. Springer-Verlag, 2013, ISBN 978-3-322-99706-7 (google.de [abgerufen am 26. Dezember 2022]).
5. ↑  Anja Kühne: Gymnasiasten ohne Wahl. Der Tagesspiegel vom 27. Mai 2010. Abgerufen am 25. November 2014.
6. ↑  Mathias Brodkorb, Katja Koch: Der Abiturbetrug : vom Scheitern des deutschen Bildungsföderalismus; eine Streitschrift. Springe 2020, ISBN 978-3-86674-616-9.